# كأس السوبر الألباني 2000
بطولة كأس السوبر الألباني 2000 هي النسخة السابعة من بطولة كأس السوبر الألباني ، لعب يوم 13 يناير 2001 في الاستاد الوطني بتيرانا ، بين فريق تيرانا الفائز بالدوري وفريق تاوتا دوريس الفائز بكأس ألبانيا. وقد انتهت المباراة بفوز تيرانا بالمباراة بنتيجة 1–0 ليحصد لقبه الثاني في تاريخ البطولة.

## التفاصيل
| تيرانا     | 1–0 | تاوتا دوريس |
| ---------- | --- | ----------- |
| إندريت 54' |     |             |

| الحكام المساعدون: سوكول أفدو فاتمير هيسوميما الحكم الرابع: | قوانين المباراة - 90 دقيقة. - 30 دقيقة من الوقت الإضافي إذا لزم الأمر. - ركلات جزاء ترجيحية إذا استمرت النتيجة متعادلة. |